# Metal Estremo (libro)
Metal Estremo (Extreme Metal) è il primo libro dello scrittore, giornalista e critico musicale britannico Joel McIver. Pubblicato nel 2000 dalla Omnibus Press, raccoglie molti gruppi di metal estremo propriamente detto e alcuni power metal.

## Il libro
(Dalla dedica del libro)
"Extreme Metal" fu pubblicato dalla Omnibus Press il 15 settembre 2000 e vedeva l'introduzione di Jeffrey Dunn, chitarrista storico dei Venom, gruppo della New Wave of British Heavy Metal che gettò le basi per la nascita del metal estremo. Inoltre, nell'enciclopedia sono stati inclusi i pionieri dell'heavy metal, i Black Sabbath.
Il libro presentato come una guida al metal estremo, propone paragrafi sulla storia del metal, per poi svilupparsi sul formato dell'enciclopedia dedicando una voce ad oltre 250 gruppi musicali. La sezione finale del libro si intitola poi Gruppi di metal estremo non in questo libro, e presenta un elenco di 400 band che l'autore ha dovuto omettere per necessità di spazio, ma che ha voluto comunque menzionare. L'edizione italiana fu invece pubblicata nel 2001 da Edizioni Lo Vecchio nella collana Art rock, con il titolo "Metal Estremo" e consta di 160 pagine.
A questa prima edizione del libro, alcuni mossero la critica che seppur non scadendo in un linguaggio per puri specialisti di questo genere, la prima edizione del libro presentava una scrittura fredda e distante. Lo stesso McIver parla di questa prima edizione come la sua prima ed acerba opera. Nel 2005 sempre la Omnibus Press ristampò il libro ampliato, rivisto e corretto dall'autore con il titolo Extreme Metal II, che presentava questa volta una scrittura più conforme con lo stile giornalistico, dimostrando l'esperienza maturata negli anni successivi, periodo nel quale aveva scritto e pubblicato diversi libri tra cui il suo best seller Justice For All: The Truth About Metallica. Questa seconda edizione vedeva poi una introduzione di Mille Petrozza dei Kreator. Il libro fu tradotto in tedesco e pubblicato dalla Bosworth GmbH nel 2007.
A questo primo libro seguì poi Slipknot: Unmasked del 2001, pubblicato in Italia con il titolo di Slipknot smascherati sempre da Edizioni Lo Vecchio.

## Edizioni
- (EN) Extreme Metal Handbook, Omnibus Press, 2000,  p. 200, ISBN 978-0711980402.
- Metal Estremo, traduzione di Edizioni Lo Vecchio, Edizione Lo Vecchio, 2001,  p. 160.
- (EN) Extreme Metal II (ampliamento), Omnibus Press, 2005,  p. 192, ISBN 978-1844490974.
- (DE) Extreme Metal, Bosworth GmbH, 2007,  p. 180, ISBN 978-3865432315.
- (EN) Extreme Metal II (amplimento), Omnibus Press, 2010,  p. 192, ISBN 978-0857122247.